# 쓰나미경보
쓰나미경보(일본어: 津波警報 쓰나미케이호[*])란 일본 기상청이 지진이 발생했을 때 쓰나미가 도달할 것으로 예상되는 지역에 발표하는 경보의 종류 중 하나이다. 쓰나미경보의 발령 기준인 쓰나미의 예상 높이가 1 m에서 3 m 사이인 경우 예상되는 쓰나미 높이 3 m급의 쓰나미경보를 발령하며, 규모 M8을 넘는 거대지진일 경우 정확한 지진 규모를 알기 전까지 단순히 '높음'라고만 발표한다.

## 설명

### 기상업무법
1955년(쇼와 27년) 6월 2일 법률 제165호로 제정된 기상업무법에서는 "기상청은 정령이 정하는 바에 따라 기상 현상, 지상 현상, 쓰나미, 파고, 홍수 등에 대해 일반인의 이용에 적합한 예보 및 경보를 하여야 한다"(제13조 1항)이라 하고 있으며, "기상청은 전 2항의 예보 및 경보를 발령하는 경우 스스로 예보사항 및 경보사항을 주지시키는 조치를 취하는 것 이외에도 보도기관과의 협력을 요구하여 이를 대중에게 주지시키도록 노력해야 한다"(제13조 3항)이라고 하고 있다.
또한 기상청은 쓰나미 경보를 발령하거나 해제할 경우 즉시 경찰청, 국토교통성, 해상보안청, 각 도도부현, 동일본 전신전화(NTT 동일본), 서일본 전신전화(NTT 서일본), 일본방송협회(NHK) 등에 통지해야 한다고 명시되어 있다(제15조 1항). 기상청으로부터 통지를 받은 경찰청, 도도부현, 동일본 전신전화 및 서일본 전신전화 등의 기관은 통지받은 사항을 관계 시정촌장에게 즉시 통지하도록 노력해야 한다(제15조 2항). 쓰나미경보 통지를 받은 시정촌장(대중 및 소재 관공서에 대한 주지), 국토교통성(항행 중인 항공기에 대한 주지), 해상보안청(항해 중 혹은 입항 중인 선박에 대한 주지), 일본방송협회(방송을 통한 주지)는 법적으로 주지 의무가 있다(제15조 3항-6항).
혼란을 막기 위해 기상청 이외의 자가 쓰나미경보를 발령하는 것을 금지하고 있다(제23조). 다만 예외 규정으로 정령에 따라 "쓰나미에 관한 기상청의 경보사항을 적시에 받을 수 없는 변두리의 시정촌장이 쓰나미경보를 발령하는 경우 및 재해로 인해 쓰나미에 관한 기상청의 경보사항을 적시에 받을 수 없게 된 지역의 시정촌장이 쓰나미경보를 발령하는 경우"에 대해서는 예외적으로 시정촌장이 쓰나미경보를 발령하는 행위를 허용하고 있다(동법 시행령 제8조). 기상업무법 제23조를 위반해 독단적으로 쓰나미경보를 발령한 자는 최고 50만엔의 벌금형에 처해진다(제46조 6호).
또한 행정방재상 '발령'과 '발표'는 명확하게 구별되며 일본 기상청은 쓰나미경보나 쓰나미주의보를 '발표'하고 있다. 내각부의 피난권고 가이드라인 등지에서도 기상청의 쓰나미경보 등은 '발표'되는 것이며, 이를 기반으로 시정촌이 피난 지시를 '발령'하는 것으로 정의되어 있다.

### 내용
쓰나미경보는 예상되는 쓰나미의 높이가 1 m 이상 3 m 이하일 경우 예상도는 쓰나미 높이 3 m의 쓰나미경보로 발표된다. 규모 M8 이상의 거대지진일 경우, 정확한 지진 규모가 밝혀질 때까지는 단순히 '높음'이라고만 표기한다. 예상되는 쓰나미의 높이가 3 m를 넘을 경우 대쓰나미경보가 발표된다. 수치로 발표할 경우 높이에 따라 5 m, 10 m, 10 m 초과 등 3단계로 구분해서 발표하지만, 규모 M8 이상의 거대지진일 경우 정확한 지진 규모가 밝혀질 때까지는 단순히 '거대'라고만 표기한다. 한편 예상되는 쓰나미의 높이가 1 m 이하일 경우 쓰나미주의보가 발표된다.
|              | 발표 기준               | 예측되는 쓰나미 높이 | 예측되는 쓰나미 높이 |
| 수치 발표    | 발표 기준               | 거대지진 (M8 이상)   |                      |
| ------------ | ----------------------- | -------------------- | -------------------- |
| 대쓰나미경보 | 10 m 이상 예측됨        | 10 m 이상(10 m超)    | 거대(巨大)           |
| 대쓰나미경보 | 5 m < 예상 높이 ≦ 10 m  | 10 m                 | 거대(巨大)           |
| 대쓰나미경보 | 3 m < 예상 높이 ≦ 5 m   | 5 m                  | 거대(巨大)           |
| 쓰나미경보   | 1 m < 예상 높이 ≦ 3 m   | 3 m                  | 높음(高い)           |
| 쓰나미주의보 | 0.2 m ≦ 예상 높이 ≦ 1 m | 1 m                  | (표기하지 않음)      |

위의 쓰나미주의보/쓰나미경보/대쓰나미경보 구분은 2013년 3월 7일 개정으로 바뀐 것으로, 이전에는 쓰나미경보가 "쓰나미경보 (쓰나미)"(津波警報（津波）)와 "쓰나미경보 (대쓰나미)"(津波警報（大津波）)로만 되어있었고 2013년 3월 7일 전까지는 대쓰나미경보라는 명칭이 없었다. 또한 2013년 개정 이전에는 쓰나미경보로 예상되는 쓰나미 높이를 1 m와 2 m로 구분했지만 2011년 도호쿠 지방 태평양 해역 지진 이후 쓰나미경보 개선 논의를 거쳐 쓰나미경보는 3 m로 발령이라는 현 체제로 굳어졌다.

## 발표 과정
일본 기상청은 미리 쓰나미를 일으킬 수 있는 다양한 지진을 미리 가정하고 각각의 지진에서 발생할 수 있는 쓰나미 패턴을 시뮬레이션하여 약 10만건에 쓰나미예보 데이터베이스를 보존하고 있다. 데이터베이스에 등록된 내용에는 일본 인근 다양한 지점의 진원 단층에서 다양한 진원 깊이와 규모의 지진에 대한 예보구별 쓰나미의 높이와 예상 도달 시간이다. 진원 단층의 방향은 과거에 일어났던 지진을 참고하여 기록하며, 단층의 기울기는 45°의 역단층으로 가정하고 시뮬레이션하였다.
실제로 지진이 발생했을 경우에는 먼저 진원과 지진의 규모를 구하고 그와 가장 가까운 패턴을 쓰나미 예보 데이터베이스에서 검색하여 지진 발생 후 약 3분 내에 쓰나미경보 발표를 한다. 또한 "쓰나미 도달 예상 시각과 예상되는 쓰나미 높이 정보"라는 이름으로 예보구별로 쓰나미의 도달 예상 시각과 그 지점의 쓰나미 높이를 발표한다. 동시에 "각지의 만조 시각 및 쓰나미 도달 예상 시각 정보"라는 이름으로 각 지점마다 쓰나미의 예상 도달 시각과 만조 시각의 정보를 발표한다. 그리고 쓰나미가 관측된 경우에는 "쓰나미 관측 정보"라는 이름으로 실제 쓰나미 도달 시각과 쓰나미 높이를 발표한다.
위와 같이 쓰나미 정보 전달 자체는 신속하게 이루어지고 있지만, 진원이 해안과 가까운 지점이라면 지진 발생 1-2분 내에 혹은 지진 발생 후 흔들림이 멈추기도 전에 쓰나미가 도달하기도 하여 이후에도 경보/주의보 발표가 쓰나미 도달 시각보다 늦는 사례가 발생할 수 있다. 또한 쓰나미 예보 데이터베이스를 구축한 1999년 이후에도 쓰나미경보 발령 시점에서 제1파 도달 시각이 "이미 도달한 것으로 추측"이라고 발표한 경우도 존재한다. 그러므로 해안 부근에 있는 주민들은 흔들림을 느낄 경우 쓰나미경보를 기다리지 말고 바로 쓰나미의 도달을 고려해 안전한 고지대로 바로 대피할 것을 요구하고 있다. 일본 기상청은 진원이 육지와 매우 가까운 해저에서 발생했을 경우 쓰나미경보가 쓰나미 내습보다 늦을 수 있다며 '흔들리면 즉각 피난'을 원칙으로 해야 한다고 말하고 있다.

## 역사

### 초기의 전보 서식
쓰나미 경보 체계는 1952년 4월 1일부터 시작되었다. 체계가 만들어진 당시 발표에 소요되는 시간은 수십 분이었고 경보로 전달되는 내용도 일반인은 알기 어려운 전보 서식이었다. 본 전보 소식은 예보 대상 구역 각각에 "쓰나미 없음"(ツナミナシ), "쓰나미 우려"(ツナミオソレ), "약한 쓰나미"(ヨワイツナミ), "큰 쓰나미"(オオツナミ), "쓰나미 해제"(ツナミカイジョ)를 전달하였다. 이 시스템으로 쓰나미경보를 전달한 대표적인 사례로는 1983년 동해 중부 지진 당시 전달된 사례가 있다. 본 지진 때는 지진 발생 14분만에 대형 쓰나미 경보가 발령되었지만 일부 연안 지역에서는 이보다 빠른, 지진 발생 7분만에 제1파 쓰나미가 도달한 곳이 있었다. 또한 긴급정보 전달 표현 자체도 문제되었다. 구체적으로는 1983년 지진 당시 "5구 (도호쿠 지방 태평양 연안, 무쓰만) 대형 쓰나미"라는 의미의 "ゴクオオツナミ"라는 표기가 전달받은 지자체 일부에서 "극도의 쓰나미"(極大津波)라고 오해한 사례가 발생했다.

### 속보성 추구
1985년이 되자 일본의 방송국, 특히 NHK에서 긴급경보방송을 진행하기 시작했다. 이때는 쓰나미경보가 발령되었을 때 긴급경보방송을 시행하는 방식이었다. 이런 방식의 쓰나미경보는 1993년 발생한 홋카이도 남서쪽 해역 지진에서 이뤄졌다. 본 지진에서는 5분만에 쓰나미경보 (쓰나미)가 발표되었으나 오쿠시리섬에서는 쓰나미경보 발표와 거의 동시에 혹은 그보다 이전에 쓰나미가 닥쳤다. 게다가 실제 발표시에는 쓰나미 높이를 단정지어 보도해 이 보도를 믿고 있다 사망한 주민들도 있었다. 이는 방송사들이 당시 발표된 기상청 예보문을 그대로 읽도록 규정되어 있었고, "쓰나미가 3 m에 달할 전망"이라는 보도를 "쓰나미 3 m 정도"라고 오해해 피난이 늦어지다 10 m 이상의 쓰나미가 닥쳐 피해가 더 커졌다. 쓰나미 피해가 막대하여 추가적인 발표 시간 단축과 예보문 변경 주장이 나왔다.
이를 바탕으로 1999년 4월 1일 일본 기상청은 독자 개발한 새로운 쓰나미 예보 체계를 도입했다. 이 체계는 컴퓨터로 미리 다양한 규모의 지진을 시뮬레이션하여 데이터베이스화해 보존하는 것이었다. 데이터베이스화하는 내용은 쓰나미가 어느 지역에 언제 어느 높이로 도달하냐는 계산 결과이다. 또한 지진이 발생하면 즉시 해당 지진의 규모와 진원을 찾아내고 위의 데이터베이스에서 발생한 지진과 가장 유사한 패턴의 지진 정보를 검색해 쓰나미 발생 여부를 확인한다. 여기서 쓰나미의 도달이 예상되면 상황에 맞게 수정을 하여 발표한다. 이렇게 쓰나미경보의 발표 시간이 3분 정도로 단축되었다. 또한 데이터베이스를 통한 예보 체계 도입과 함께 쓰나미 예보구를 기존 18개에서 66개로 세분화하였다. 또한 발표하는 쓰나미 높이도 8개 구분으로 추가되었다. 방송사에 송출되는 기상청의 예보문도 수정되었다. 예보문은 장소에 따라 예보보다 더 높은 쓰나미가 닥칠 수 있다거나, 쓰나미는 1차때보다 2차 때 더 높은 높이로 닥칠 수 있다는 등 신속한 대피를 촉구하는 문구가 추가되었다.
1999년 신규 쓰나미경보를 도입할 당시에는 지진의 진원과 규모를 알아내는 데 1-2분은 걸렸기 때문에 이 이상의 발표 소요시간 단축은 어려웠다. 하지만 2006년 10월 2일부터는 긴급지진속보 기술을 활용해 최고속도로 2분만에 쓰나미경보를 발령할 수 있는 기술이 개발되었다. 이런 방식의 쓰나미경보가 운영된 2007년 노토반도 지진, 2007년 니가타현 주에쓰 해역 지진, 2008년 후쿠시마현 해역 지진, 2010년 오키나와섬 근해 지진, 2010년 지치지마 근해 지진, 도호쿠 지방 태평양 해역 지진(동일본대진재)의 여진인 2011년 미야기현 해역 지진과 후쿠시마현 하마도리 지진, 2011년 9월 이와테현 해역 지진, 2019년 야마가타현 해역 지진 총 9개 사례에서 NHK는 지진 발생 후 특별보도프로그램으로 넘어가기 전에 쓰나미주의보와 쓰나미경보를 보도하기 시작했다. 이 중 오키나와섬 근해 지진, 지치시마 근해 지진, 2011년 미야기현 해역 지진, 후쿠시마현 하마도리 지진의 경우 쓰나미경보/주의보 발표와 함께 긴급경보방송이 시행되었다.

### 시뮬레이션 한계
2007년 11월 28일부터는 섬세한 해저 지형을 고려하는 등 쓰나미 데이터베이스가 업데이트되었다. 그럼에도 일본 기상청이 사용하는 쓰나미 시뮬레이션의 정확도에는 한계가 있다. 이 중 한 요인이 바로 전제를 둔 지진을 "45도 각도의 역단층형 지진"만 가정하고 있다는 지점이다. 이 때문에 실제 발생한 지진이 주향이동단층형일 경우 예측되는 쓰나미 높이가 과도하게 높아지고 실제 측정되는 쓰나미 높이가 낮아진다. 실제로 2002년 발생한 이시가키섬 근해 지진의 경우 쓰나미 높이 예측은 2 m였지만 실제로는 조위가 매우 미세하게만 변화했다. 그 외 다른 요인으로 일본 기상청 규모와 모멘트 규모의 차이를 들 수 있다. 기상청 규모보다 모멘트 규모가 더 작은 지진의 경우에는 예상되는 쓰나미 높이보다 실제로 관측되는 쓰나미 높이가 훨씬 낮아진다.
위의 여러 문제점 때문에 2007년 7월 2일부터는 "쓰나미경보 조기해제"라는 새로운 방침이 실시되었다. 조기해제는 지진 발생 후 예보 시스템에서 쓰나미경보를 발령한 뒤 10-20분 사이에 지진 발생 매커니즘을 해석하고 쓰나미 제1파, 제2파 높이를 측정한 결과에 따라 발령된다. 이 당시 주향이동단층 해석 대상 해역이 처음에는 도카이, 도난카이, 난카이에만 한정되었으나 2008년 3월 27일에는 쿠릴 해구와 동해 동연 변동대 주변 해역으로도 확대되었다.

### 도호쿠 지방 태평양 해역 지진 이후와 2013년 개정
2011년 도호쿠 지방 태평양 해역 지진에서는 실제로 관측한 쓰나미 높이가 쓰나미경보에서 예측한 쓰나미 높이를 한참 넘어버리는 현상이 발생했다. 이 원인에 대해 일본 기상청은 일본 내에 있던 광대역 지진계가 끝까지 흔들려 신속하게 CMT해를 계산할 수 없었고, 신속하게 지진의 규모나 진원역 확대를 추정할 수 있는 기술을 개발하고 있었지만 지진 발생 이전까지 완성하지 못해 발생한 일이라고 설명했다. 결국 기상청은 규모가 M8을 넘는 거대지진로 판단될 경우 해당 해역에서 예상되는 최대 규모값에 따라 대쓰나미경보나 예상 높이를 발표하겠다고 말했다.
구체적으로는 규모 M8에 가까운 지진까지는 예상되는 쓰나미 높이 예측을 "너무 세분화된" 0.5-1-2-3-4-6-8-10 m 이상 8단계에서 예측 오차를 반영한 방재 대응과 연결하기 쉬운 1-2-4-8-10 m 이상 5단계로 변경하였다. 또한 규모 M8을 넘는 거대지진일 경우 쓰나미 높이를 과소평가할 우려가 있으므로 특정한 수치로 발표하는 것이 아닌, 구체적인 높이를 말하지 않는 정성적인 발언으로 수정하여 "거대한 쓰나미 우려"와 같이 말하거나 동일본 대진재와 같은 과거의 쓰나미 피해 사례를 인용해 "동일본대진재급"이라고 표현하여 쓰나미경보가 발령된 지역에서 주민들에게 재해가 구체적으로 이미지화할 수 있는 표현을 사용하도록 규정하였다. 또한 쓰나미 관측 정보의 제1파 관측정보도 거대지진이 발생할 경우 최대 쓰나미 높이가 제1파의 10배 이상으로 올라갈 수도 있기 때문에 방심하여 피난이 지연되지 않는 표현을 사용하도록 규정하였다.
위의 여러 사항을 참조하여 2013년 3월 7일 정오부터 새로운 쓰나미경보가 도입되었다. 주요 변경 사항은 아래와 같다.
- 원래는 "쓰나미경보 (쓰나미)"(津波警報（津波）)와 "쓰나미경보 (대쓰나미)"(津波警報（大津波）) 두 종류로 구분되었고[7][3] 기상청의 기자회견 등에서 발표하거나 설명 및 쓰나미경보 발표 시 기상청 홈페이지의 정보란에서는 "쓰나미의 쓰나미경보"(津波の津波警報)와 "대쓰나미의 쓰나미경보"(大津波の津波警報)라고 적혀 있었다. 그러나 이러한 "쓰나미의 쓰나미경보"나 "대쓰나미의 쓰나미경보"라는 명칭은 듣는 사람 입장에서 알기 어렵기 때문에 언론사에서는 쓰나미경보 (쓰나미)를 단순 쓰나미경보로, 쓰나미경보 (대쓰나미)를 쓰나미경보와 구분해 대쓰나미경보로 보도하였다. 도호쿠 지방 태평양 해역 지진 이후에는 쓰나미경보 개선 검토회에서 원래의 구분이 알기 어려워 2013년 3월 7일부터 일본 기상청도 정식으로 대쓰나미경보를 도입하였다.[7][3]
- 기존 구분에서는 높은 곳에서 최대 2 m의 쓰나미가 예측될 때 발표하는 쓰나미경보 (쓰나미)와 높은 곳에서 3 m 이상의 쓰나미가 예측될 때 발표되는 쓰나미경보 (대쓰나미)로 구분했지만, 높이 구분을 기존의 8단계에서 5단계로 줄였고 규모 M8 이상의 거대지진으로 지진 규모를 바로 알 수 없는 경우에는 대쓰나미경보가 발령된 지역에는 단순히 '거대'로, 쓰나미경보가 발령된 지역에는 '높음'으로만 표시하도록 변경되었다.[3]
- 쓰나미 관측 정보에 대해서도 대쓰나미경보가 발령된 지역에서 1 m, 쓰나미경보가 발령된 지역에서 20 cm를 초과하지 않는 쓰나미를 관측했을 경우 이 수치가 최대 높이라는 오해를 막기 위해 수치를 공표하지 않고 단순히 "관측중"(観測中)이라고만 표기하도록 변경되었다.[3]
- 쓰나미 관측 정보를 해저 해일계와 GPS 파랑계를 통해 앞바다의 쓰나미 관측 데이터를 감시하고, 이를 기반으로 연안 추정 쓰나미 높이를 발표하도록 바뀌었다.[3]

### 쓰나미경보 종류에 따른 대피대상지역 필요성
일본 기상청이 발표하는 쓰나미경보에는 '쓰나미경보'와 '대쓰나미경보' 두 개 종류가 있는 반면, 시정촌에서 발령하는 피난지시 및 피난권고의 대상 범위는 대부분이 최악의 경우만을 상정해 과거 최대 높이 쓰나미로 발생한 최대피해지역만으로 설정(1단계로 한정)되어 있다. 이 때문에 쓰나미경보와 피난지시/피난권고의 대응관계에도 차질이 빚어지기도 했다. 즉 쓰나미경보가 발령된 경우에도 대쓰나미경보가 발령된 경우와 같은 지역에 피난지시/피난권고가 발령된다. 이런 상황이 반복되면 쓰나미경보로 이어지는 피난지시나 피난권고의 신용도가 내려가는 '양치기 소년 효과'가 발생하고, 중요한 도카이 지진이나 난카이 지진이 발생했을 때 피난이 늦어져 피해자가 늘어나는 일이 발생할 수 있으므로 대쓰나미경보나 쓰나미경보라 부르는 쓰나미경보의 종류에 따라 피난 대상 지역의 구분화를 요구하는 주장도 늘고 있다. 또한 쓰나미경보와 피난권고와 같은 관계 문제가 쓰나미주의보에서도 발생한다.
이러한 방재정보에 대한 과잉대응 문제나 쓰나미경보의 종류에 따른 피난대상구역 구분의 필요성은 동일본 대진재 이전부터 일본 정부 내에서 언급되었으며, 대쓰나미경보와 쓰나미경보 2단계의 피난대상지역을 나타낸 해저드 맵을 작성해 홍보하는 등 일본 정부의 중앙방재회의 내에서도 쓰나미경보에 보완해야 할 점이 남아 있다는 점을 지적하고 있다.

### 대규모 화산분화에 따른 쓰나미경보 발령
2022년 1월 15일 발생한 훙가통가 해저화산 분화 당시 일본 기상청은 처음에 일본은 화산 분화로 쓰나미의 영향이 없을 것이라고 발표했지만 실제로는 쓰나미경보 기준을 넘는 1 m가 넘는 조위 변화를 관측하였다. 이 조위변화는 일반적인 쓰나미 이동 속도를 통해 예상되는 도달 시각보다 수 시간이나 이르게 도달하는 등 일반적인 쓰나미와는 다른 특성을 가지고 있었지만 방재상의 관점에서 쓰나미경보 구조를 그대로 사용하여 방재에 대응하기로 결정하여 태평양 방면 일본 해안 광범위한 지역에 쓰나미경보 및 쓰나미주의보가 발령되었다. 이후 일본 기상청은 본 조위변화는 화산 분화로 발생한 대기요란이 기압파의 형태로 전파되었고 이 기압파와 공명하거나 해저 지형으로 증폭되면서 조위변화가 발생하였다고 추측했다.
이 사례를 두고 일본 기상청은 2022년 4월 대규모 화산 분화가 발생했을 때 정보발신운용 개정안을 발표하였다. 구체적으로는 '당분간' "원거리에서 발생한 지진 정보"(遠地地震に関する情報)를 활용해 쓰나미 정보를 발신하고 램파(Lamb waves)라고 부르는 300 m/s 속도의 가장 빠른 기압파를 통해 예측되는 조위변화 도달 시각을 발표하기로 결정하였다.

## 쓰나미경보 대응
일본 기상청은 쓰나미경보가 발표된 경우 예상되는 피해를 "해발고도가 낮은 곳에서는 쓰나미가 덮쳐 침수피해가 발생하며, 사람은 쓰나미의 흐름에 휩쓸린다"고 하고 있으며, 취해야 할 행동을 "연안부나 강변에 있는 사람은 즉시 고지대나 피난빌딩 등 안전한 장소로 대피해야 하며, 쓰나미경보가 해제될 때까지 안전한 장소에 기다려야 한다"고 말하고 있다. 또한 일본 중앙방재회의의 쓰나미 피난대책검토 워킹그룹이 정리한 보고서에서는 쓰나미경보가 발령될 경우 피난이 필요한 지역의 범위를 "해발고도가 낮은 장소나 연안부에 있는 경우 자신이 처한 상황에 따라서는 낮은 쓰나미경보에서도 피난해야 할 필요성이 있다"고 명시하고 있다.

## 방송
쓰나미경보가 발령되었을 경우, 일본 방송법 시행규칙 제82조에 따라 긴급경보방송이 시행된다. 아래는 쓰나미경보가 발령되었을 때 지도에서 색상 구분이다.
|                                                    |                 | 대쓰나미경보         | 쓰나미경보     | 쓰나미주의보 | 기타 |
| -------------------------------------------------- | --------------- | -------------------- | -------------- | ------------ | --- |
| (현재의 표시 방법) 통일 기준 채택 이후의 표시 형식 | NHK 및 민영방송 | ■보라 선을 굵게 표시 | ■빨강          | ■노랑        | - 육지는 ■회색으로, 바다는 ■진한 파랑으로 표기한다. - (ANN에서만) 일부 해제된 지역은 ■바다색으로 표기한다. |
| 통일 기준 채택 이전 구 표기 형식                   | NHK             | ■□ 적백색            | ■ 빨강         | ■ 노랑       | |
| 통일 기준 채택 이전 구 표기 형식                   | NNN             | ■ 보라(마젠타)       | ■ 빨강         | ■ 노랑       | |
| 통일 기준 채택 이전 구 표기 형식                   | ANN             | ■ 빨강               | ■ 주황         | ■ 노랑       | 일부 해제된 지역은 ■바다색으로 표기한다.                                                                   |
| 통일 기준 채택 이전 구 표기 형식                   | JNN             | ■ 빨강               | ■ 보라(마젠타) | ■ 노랑       | |
| 통일 기준 채택 이전 구 표기 형식                   | TXN             | ■ 주황               | ■ 빨강         | ■ 노랑       | 일부 해제된 지역은 ■바다색으로 표기한다.                                                                   |
| 통일 기준 채택 이전 구 표기 형식                   | FNN             | ■ 빨강               | ■ 보라(마젠타) | ■ 노랑       | |

### NHK

#### 긴급경보방송에서
공영방송 사업자인 NHK는 일본 기상업무법에 따라 쓰나미경보를 알릴 의무가 있다.(기상업무법 제15조 6항) 이에 따라 NHK는 쓰나미경보 발표와 동시에 모든 산하 방송에 긴급경보방송을 실시한다. 국제 방송인 NHK 월드를 포함한 모든 방송에서 쓰나미 관련 뉴스 속보 보도 프로그램으로 전환된다.
긴급경보방송이 방송되는 동안 화면 전체에 일본 전역 지도를 통해 대쓰나미경보, 쓰나미경보, 쓰나미주의보가 발령된 예보 구역을 표시한다. 이 화면에서는 발표되는 쓰나미 관련 경보/주의보의 구분에 따라 색으로 이를 구분하는데 2011년 여름 통일기준 수립 이후 대쓰나미경보는 　보라색, 쓰나미경보는 　빨간색, 쓰나미주의보는 　노란색으로 표시되며 지도 배경은 　회색, 바다는 　진한 파랑으로 표시한다. 통일기준 수립 이전에는 1983년 동해 중부 지진 및 1993년 홋카이도 남서쪽 해역 지진에서는 대쓰나미경보도 쓰나미경보와 같은 빨강으로 표시되어 구분이 되지 않았으나, 이후 대쓰나미경보와 쓰나미경보의 색이 구분되기 시작했고 2011년 통일기준이 마련되기 이전까지는 쓰나미 예보 구역별로 해안을 주황(주의보), 빨강(경보), 적백 이중선(대쓰나미경보)로 구분하여 발표했다.
대지진 등이 발생하면 방송 스튜디오에서 각 지역의 진도 등 지진 관련 경보가 방송되고 그 사이 일본 기상청에서 쓰나미경보가 발표되면 즉시 긴급경보방송을 실시해 위에서 언급했던 긴급경보방송 화면을 송출한다.

#### 쓰나미경보 관련 정보 보도
긴급경보방송이 끝난 후 아나운서는 "(대쓰나미경보), 쓰나미경보, 쓰나미주의보가 발령되었습니다. (대쓰나미경보), 쓰나미경보가 발표된 지역은 다음 해안입니다. ... 쓰나미주의보가 발표된 지역은 다음 해안입니다. ..."라고 말하며 쓰나미와 관련해 경보와 주의보가 발표된 쓰나미 예보 구역을 알려준다. 또한 긴급경보방송이 끝나면 화면에는 쓰나미경보, 주의보가 발표된 쓰나미 예보 구역이 표시된 일본 전체 지도와 함께 쓰나미경보/주의보가 발표된 각 지역별 상세 지도도 함께 방송된다. 이 상세지도에서는 앞서 언급한 색상 구분과 함께 각 쓰나미 예보 구역마다 예상되는 쓰나미 높이도 표시된다. 또한 이런 일본 지도가 표시될 때는 재류중인 외국인을 위해 다중음성으로도 방송한다.(교육방송 및 NHK 월드 프리미엄 제외. 단 NHK 월드 프리미엄에서는 상황에 따라 실시될 수 있음) TV와 라디오 방송에서 영어, 중국어, 한국어·조선어, 포르투갈어 순으로 쓰나미경보 보도방송을 하며 "Tsunami Warning"(이전에는 "Tidal wave warning"이라 표시, 최근에는 "TSUNAMI" 글자만 표시)의 빨간 바탕에 흰 문자와 "Subchannel or Radio2"(이전에는 "OnsubchannelorRadio②"라 표시)라는 흰 문자를 화면에 표출한다.
부음성 송출 방송 및 NHK 라디오 제2방송에서는 긴급경보방송 직후 먼저 일본어로 쓰나미경보(혹은 대쓰나미경보)가 발령되었음을 두 번 전하고, 이어 "NHK에서는 쓰나미경보(대쓰나미경보)에 관한 긴급 뉴스를 영어를 중심으로 중국어, 한국/조선어, 포르투칼어로 전해드립니다"라는 안내방송이 나온다. 그리고 각 언어로 쓰나미경보를 발표문을 전달한 후 쓰나미경보 혹은 쓰나미주의보가 발령된 쓰나미 예보 구역을 각 언어별로 반복해서 방송한다.
동일본대진재를 계기로 이후 아나운서나 자막으로 "동일본 대지진을 기억해 주세요!"(東日本大震災を思い出してください!), "생명을 지키기 위해 한시라도 빨리 대피해 주세요!"(命を守るため、一刻も早く逃げてください!), "여러분에게 전합니다! 지금 당장 가능한 한 높은 곳으로 도망가세요!"(皆さんにお伝えします! 今すぐ可能な限り高い所へ逃げること!), "근처에 높은 곳이 없다면 높은 건물 위나 해안에서 멀리 떨어진 곳으로 도망가야 합니다!"(近くに高台がなければ、高いビルの上か海岸から遠く離れた所へ逃げること!), "절대로 멈추거나 뒤를 돌아보지 마세요!"(決して立ち止まったり、引き返したりしないこと!), "쓰나미는 예상 높이를 넘어설 수 있습니다! 경사면을 타고 내륙 깊숙히 흘러들어옵니다! 몇 번이고 밀려와 갑자기 높아집니다! 지금 당장 움직이세요! 지금 당장 움직이세요!"(津波は、予想の高さを越えることがあります! 斜面を駆け上がり、内陸深くまで流れ込みます! 何度も押し寄せ、急に高くなります! 今すぐ行動してください! 逃げてください!), "이 방송을 듣고 있는 여러분이 앞장서서 피난가라고 말하세요!"(この放送を聞いているあなたが率先して避難を呼び掛けてください!) 등 강한 명령조로 대피하라는 목소리가 전달된다.

#### 화면 보도
쓰나미 도달 예상 시 화면 상단에 회색 배경으로 "쓰나미 도달 예상"(津波到達予想)이라고 표시되고 쓰나미경보/주의보 구분(대쓰나미경보, 쓰나미경보, 쓰나미주의보)에 따라 쓰나미경보 및 주의보가 발표된 쓰나미 예보 구역과 그 구역에서 쓰나미 예상 높이, 시각 등을 표시한다. 쓰나미 제1파가 10분 내로 도달한다고 예상된다면(일본 기상청 발표문의 "즉시 쓰나미 내습 예측"에 해당) "곧 도달"(すぐ来る)과 같이 짧은 표현으로 시청자에게 위기감을 전달한다.
쓰나미 관측 시 화면 상단에는 노랑 배경으로 "관측된 쓰나미"(観測された津波)가 표시되며 쓰나미가 관측된 경우 관측 지점, 관측 시간, 쓰나미 높이가 표시된다.
해상에서 쓰나미를 관측할 시 화면 상단에는 파랑 배경으로 "해상에서 쓰나미"(沖合で津波)가 표시되며 쓰나미가 관측된 해상 지점이 표시된다.
NHK에서는 쓰나미경보를 보도할 때 "자막 슈퍼"(字幕スーパー)를 사용하는데, 전체화면으로 일본 지도를 통한 쓰나미 관련 경보/주의보 표시가 일단 끝난 후 사용한다. 국제방송인 NHK 월드 프리미엄에서는 역U자 화면만 표시되며 화면상의 자막 슈퍼와 발표 지역 지도 표시는 전혀 나타나지 않는다. 다만 뉴스 센터 측에서 나오는 발표 지역의 지도 자막은 그대로 표시되며, 역U자형의 화면 공간 상에 "이 시간은 일정을 변경해 쓰나미 관련 뉴스를 전하고 있습니다"(この時間は予定を変更して津波関連のニュースをお伝えしています)라는 자막이 관련 뉴스가 끝날 때까지 상시 나오거나 "이 뉴스는 일본 시각 기준 X:YY에 종료됩니다"(このニュースは日本時間○:○○で終了します)와 같은 자막이 표시되는 경우가 있다.
자막 슈퍼에서 나오는 정보는 아래와 같다.
- 지진 발생 시각, 발생 장소, 규모 등의 정보
- 대쓰나미경보, 쓰나미경보, 쓰나미주의보가 발표된 쓰나미 예보 구역 정보
- 각 지역의 진도 정보(일본 기상청 진도 계급 기준 진도3 이상 관측 지역)

동일본대진재 발생 이후 쓰나미경보나 대쓰나미경보가 발표될 경우 한시라도 빨리 대피하라는 목적으로 붉은 테두리로  津波! 避難! (쓰나미! 피난!)라는 문구가 표시된다. 또한 2013년 3월 7일 정오부터 쓰나미경보 발표 방식이 대폭 변경되면서 NHK도 이에 맞춰 화면 표시가 변화했다. 구체적으로는 "보고, 듣고 바로 알 수 있는" 표현을 실현하기 위해 정보 배색을 보기 쉽게 바꾸는 한편, 어린이와 재류 외국인도 알기 쉽도록 " すぐ にげて! "(쓰나미!)라는 히라가나나  TSUNAMI  등의 영어 자막도 같이 표시한다.
2021년 1월 16일 NHK종합에서 방송된 "새로운 NHK로의 개혁 -여러분의 목소리에 응답합니다-"의 프로그램 내 방재 훈련 화면에서는 " (삼각형의 쓰나미 경고 마크) EVACUATE!  "와 "  つなみ! にげて!  "("쓰나미! 피해!"), "  津波! 避難! (루비 문자 포함) "(모두 적자색 테두리 있음) 등이 사용되었으며 2022년 1월 15일 13시 10분 경(일본 시각) 훙가통가에서 발생한 화산 폭발의 영향으로 다음 날인 16일 0시 15분에 발표된 쓰나미경보/주의보에서부터 실제로 사용되었다.

### 민영 방송

#### 지상파
일본의 각 민방에서도 쓰나미경보, 쓰나미주의보가 발령되면 일본 지도의 해안 부분에 쓰나미 예보 구역별로 색을 구분하여 경보/주의보 발표 사실을 알린다. 2011년 여름부터 NHK와 민방의 통일기준에 따라 대쓰나미경보는 　보라색, 쓰나미경보는 　빨강, 쓰나미주의보는 　주황, 지도 배경은 　회색, 바다는 　진한 파랑으로 표기한다.

## 같이 보기
- 일본에서 쓰나미경보 및 쓰나미주의보가 발령된 사례 목록
- 쓰나미 경보 체계
- 해일지진
- 긴급지진속보